# Königsmühle Walheim
Die Königsmühle Walheim war eine Wassermühle am Iterbach in Aachen-Walheim. Sie wurde im 15. oder 16. Jahrhundert errichtet und 1928 stillgelegt. Die erhalten gebliebenen und mehrfach umgebauten ehemaligen Mühlengebäude wurden in den 1980er-Jahren unter Denkmalschutz gestellt.

## Geschichte
Obwohl erstmals in einer Prozessakte aus dem Jahr 1525 namentlich als „Königsmühle“ erwähnt, muss die Mühlenanlage schon länger bestanden haben. Sie gehörte seit der Frühen Neuzeit zu einem fränkischen Krongut, das aus der Mühlenanlage mit Haus und Hof sowie etwa 9–10 Morgen Wiesen, ca. 6 Morgen Ackerland, Weide, Hecken, Sträuchern und einem kleinen Eichenwald bestand. Sie wurde durchweg als Ölmühle mit einem oberschlächtigen Mühlrad, einer Ölquetsche und zwei Mahlgängen betrieben, was ihr in alten Zeiten auch den Namen „Oolechsmölle“ oder „Ohligsmühl“ eingebracht hatte. 
Unter wechselnden Besitzern und Pächtern konnte die Mühle ihren Betrieb bis zur Stilllegung im Jahr 1928 fortsetzen. Die ältesten der heute noch erhalten gebliebenen Gebäude stammen aus dem 18. Jahrhundert und waren nach der Schließung von einem starken Verfall betroffen. Erst nach dem Ankauf der Mühlengebäude im März 1981 durch den Architekten Friedrich Hompesch konnten diese umfassend restauriert, saniert und zu Wohngebäuden umgebaut und damit vor dem Abriss gerettet werden.

## Baucharakteristik
Die denkmalgeschützte Anlage stammt aus dem 18. Jahrhundert und ist in mehreren gut erkennbaren und zeitlich unterschiedlichen Bauphasen errichtet worden. Sie besteht aus einem dreiflügeligen, zweigeschossigen Gebäudekomplex, der komplett in Bruchsteinbauweise errichtet und mit Satteldächern bedeckt worden ist. Der östliche, straßenseitige Flügel wurde zu einem späteren nicht datierten Zeitpunkt zusätzlich mit einem weiß geschlämmten Anbau mit hohem Fachwerkgiebel verlängert. Die Gewände an Fenstern und Türen sind mehrheitlich aus Blaustein- andere aus Ziegelsteinelementen gemauert.
Der Mitteltrakt bildet das Kernstück des Mühlenkomplexes, in dem einst der Mahlbetrieb stattfand und sich das Mehl- oder Fruchtlager sowie die Wohnung des jeweiligen Müllers befand. Während der bachseitige Flügel die Stallungen und die Scheune beherbergte, befand sich am straßenseitigen Flügel das Mühlrad und im Innern das Mahlwerk und der Brunnen. Einer der alten Mühlsteine befindet sich heutzutage als Dekoration auf der Rasenfläche vor dem Mitteltrakt.
Vor der Mühle wurde das Wasser des Iterbaches abgeleitet und floss in eine natürliche Senke, die den Mühlenteich bildete. Durch einen Schieber konnte das Wasser des Teiches in den Mühlengraben abfließen und das Wasserrad antreiben, bevor es wieder in den Iterbach geleitet wurde. Nach dem Zweiten Weltkrieg wurde der Mühlenteich verfüllt und der Mühlengraben stillgelegt. 
Bei den Restaurierungs- und Umbaumaßnahmen in den 1980er-Jahren wurde am Gesamteindruck des Mühlenkomplexes nur wenig verändert, wobei der nachträglich erbaute Anbau davon weitestgehend unberührt blieb, da er im Wesentlichen intakt und bewohnt geblieben war. Bei den anderen Gebäudeteilen wurde größtenteils die weiße Schlämmung entfernt, das Bruchsteinmauerwerk saniert und das Dach neu gedeckt. Beim bachseitigen Flügel mit den ehemaligen Stallungen wurden ein Ober- und ein Dachgeschoss eingezogen sowie das vormalige Pultdach durch ein Satteldach ausgetauscht. In diesem nunmehrigen Wohnflügel besitzen alle Fenster eine Holzlaibung, die sich an die beibehaltene Holzlaibung des alten Scheunentores harmonisch anpasst. Auch hier wurde zur Erinnerung an die frühere Verwendung im Erdgeschoss ein alter Mühlstein aufgestellt.

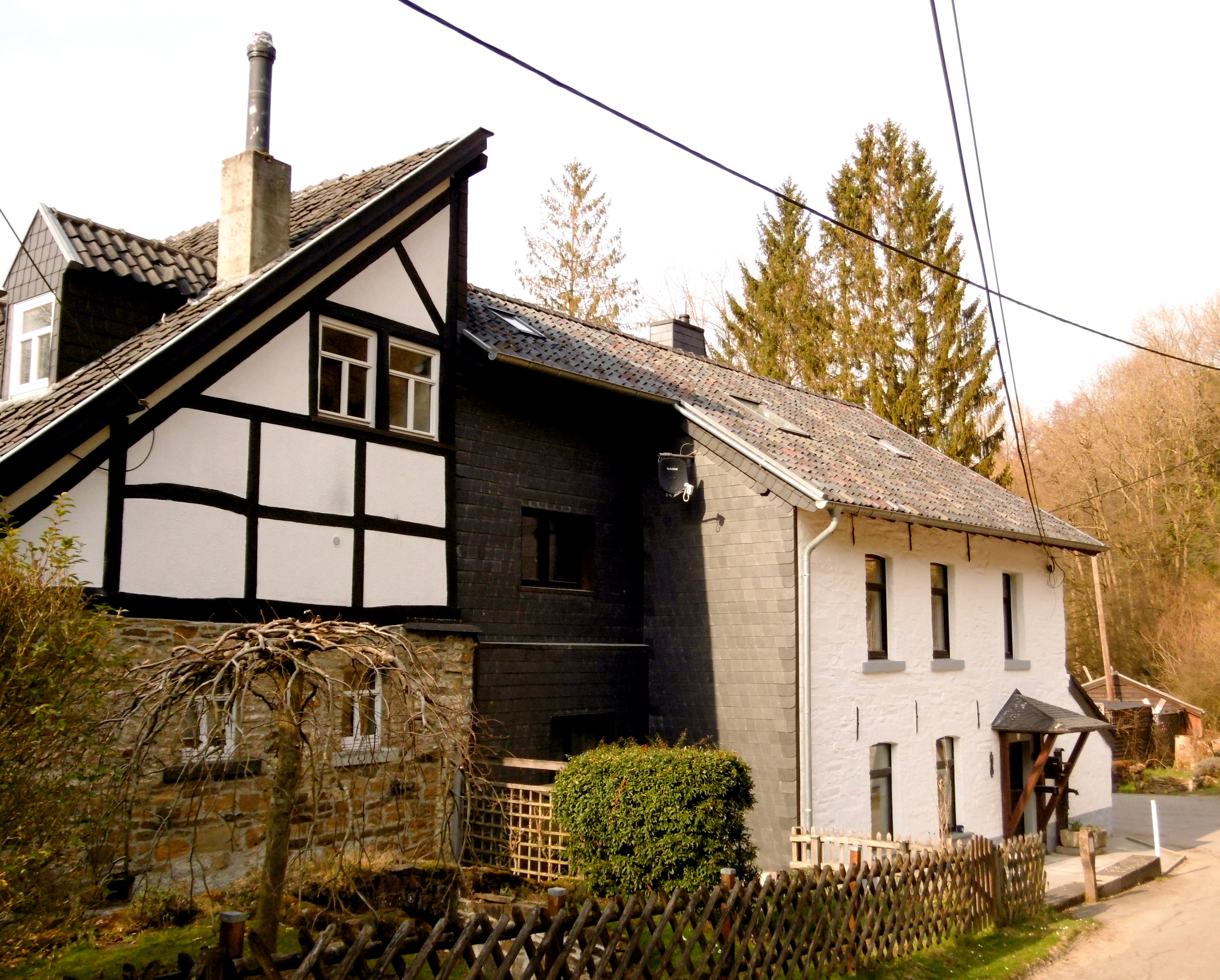
Straßenseitiger Flügel mit Anbau
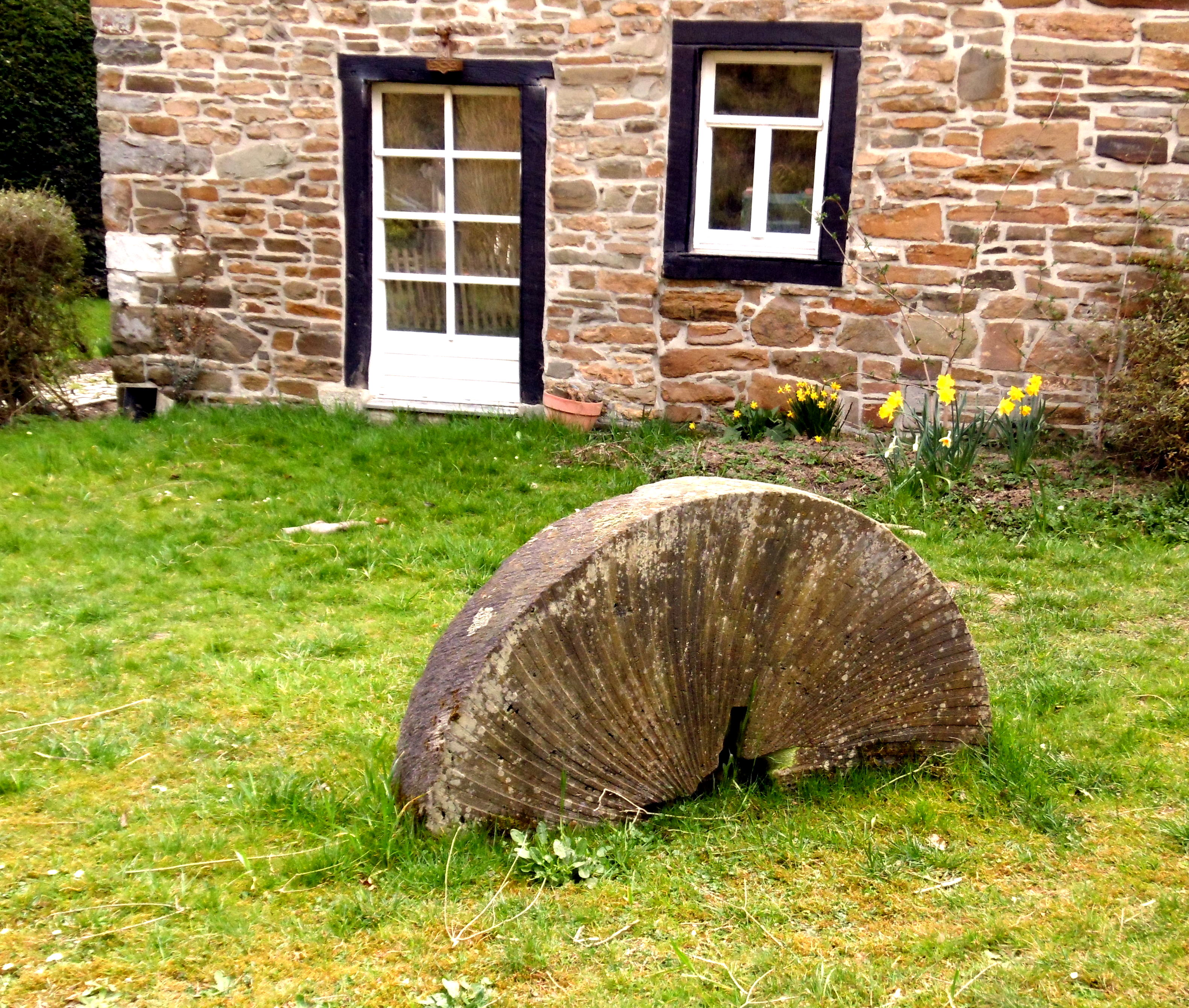
Mühlrad
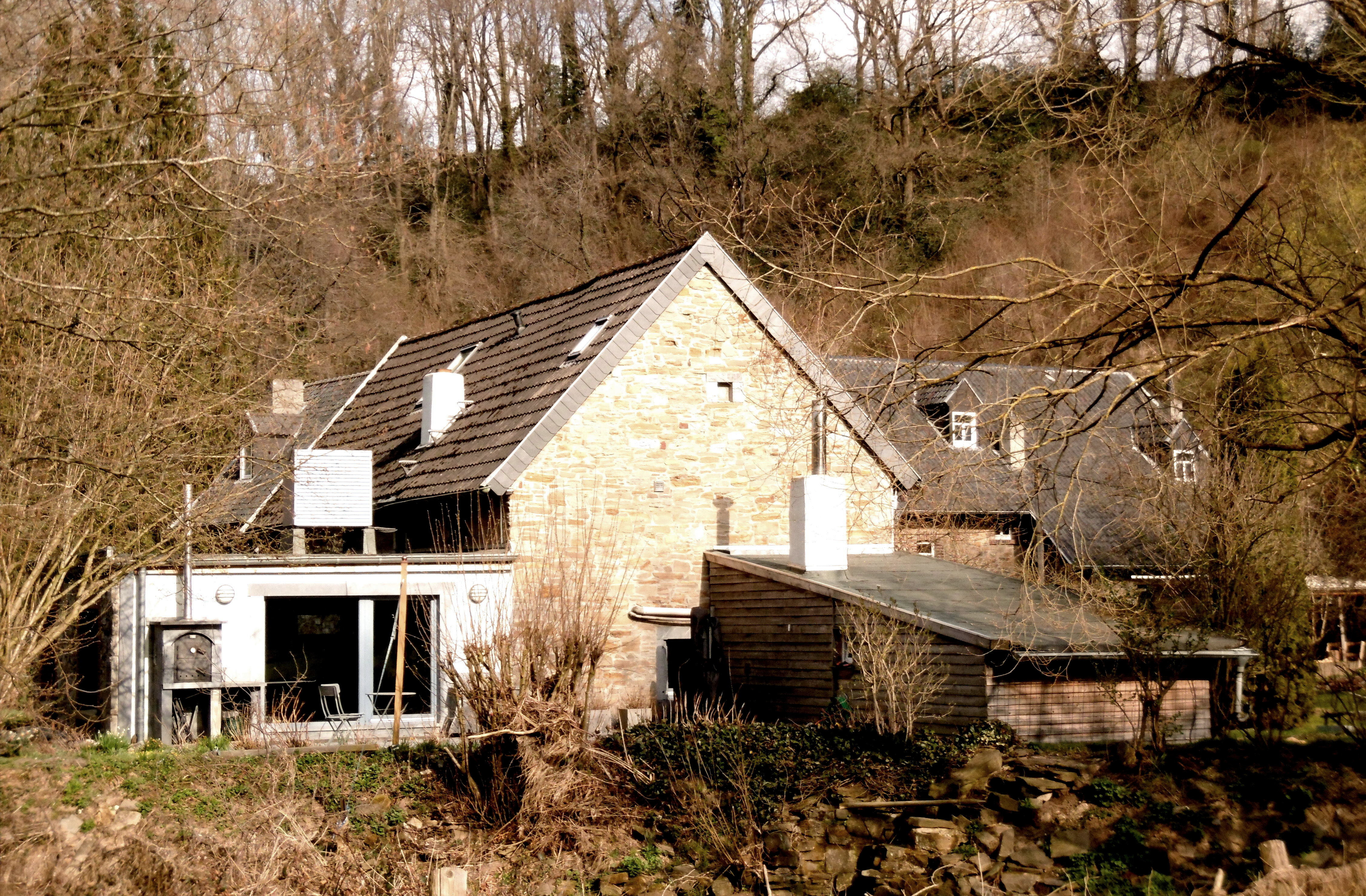
Rückseitige Ansicht mit bachseitigem Flügel
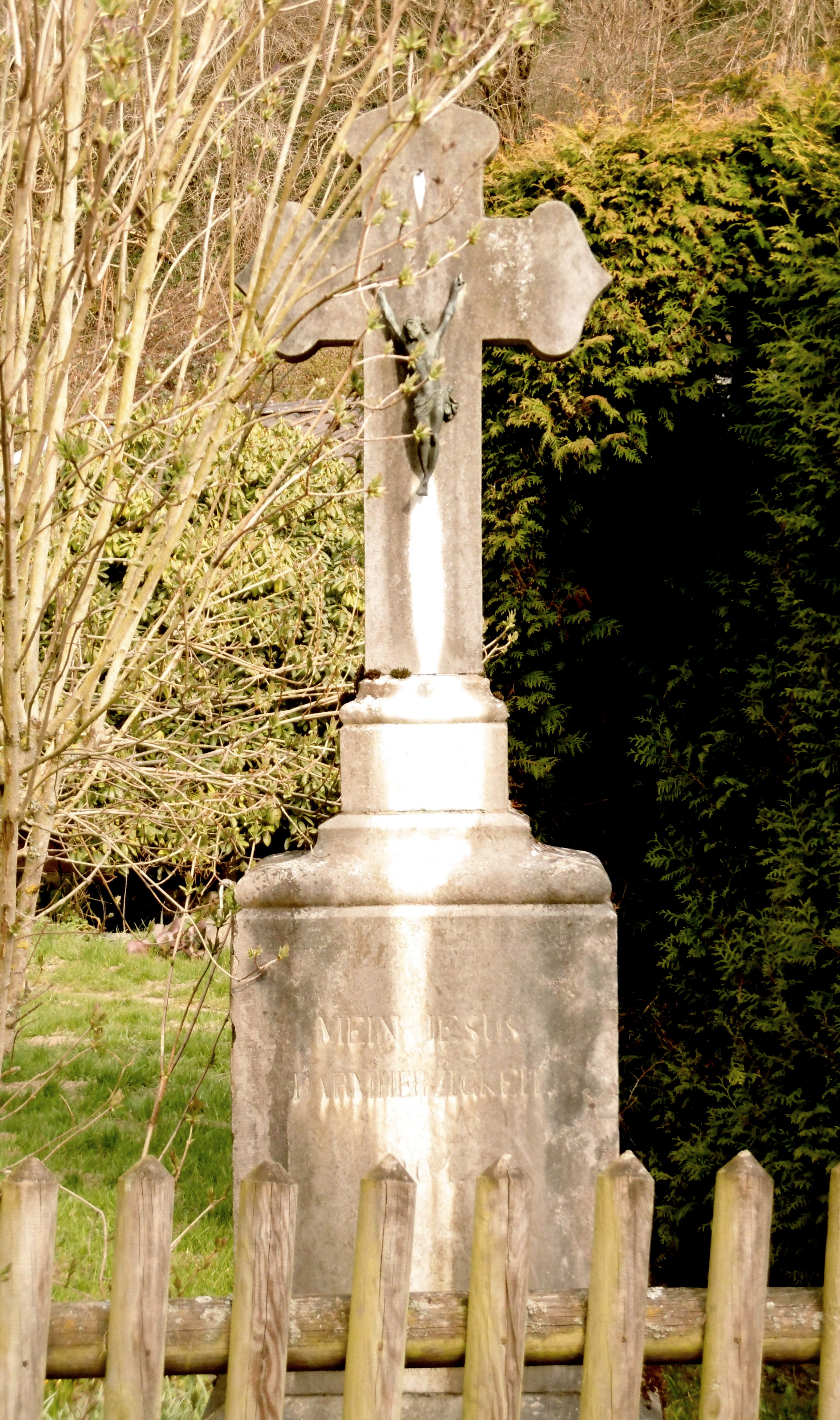
Wegekreuz am Mühlenkanal